# Ignác Amsel
Ignác Amsel (Budapest, 17 gennaio 1899 – Rio de Janeiro, 15 luglio 1974) è stato un calciatore ungherese, di ruolo portiere.

## Carriera
Legò la maggior parte della sua carriera al Ferencváros, di cui fu il portiere titolare per quasi tutti gli anni venti, salvo che per un biennio in Italia nell'Anconitana. Con la squadra di Budapest vinse 3 campionati ungheresi (1926-1927, 1927-1928, 1931-1932), 1 Coppa dell'Europa Centrale (poi Coppa Mitropa) (1928) e 4 Coppe d'Ungheria (1922, 1927, 1928, 1933). Nel 1945, ormai terminata da tempo la carriera da calciatore, emigrò in Sud America e lì lavorò come massaggiatore.

## Statistiche

### Cronologia presenze e reti in Nazionale
| Cronologia completa delle presenze e delle reti in nazionale ― Ungheria | Cronologia completa delle presenze e delle reti in nazionale ― Ungheria | Cronologia completa delle presenze e delle reti in nazionale ― Ungheria | Cronologia completa delle presenze e delle reti in nazionale ― Ungheria | Cronologia completa delle presenze e delle reti in nazionale ― Ungheria | Cronologia completa delle presenze e delle reti in nazionale ― Ungheria | Cronologia completa delle presenze e delle reti in nazionale ― Ungheria | Cronologia completa delle presenze e delle reti in nazionale ― Ungheria |
| Data                                                                    | Città                                                                   | In casa                                                                 | Risultato                                                               | Ospiti                                                                  | Competizione                                                            | Reti                                                                    | Note                                                                    |
| ----------------------------------------------------------------------- | ----------------------------------------------------------------------- | ----------------------------------------------------------------------- | ----------------------------------------------------------------------- | ----------------------------------------------------------------------- | ----------------------------------------------------------------------- | ----------------------------------------------------------------------- | ----------------------------------------------------------------------- |
| 18-12-1921                                                              | Budapest                                                                | Ungheria                                                                | 1 – 0                                                                   | Polonia                                                                 | Amichevole                                                              | -                                                                       | 46’                                                                     |
| 24-9-1922                                                               | Vienna                                                                  | Austria                                                                 | 2 – 2                                                                   | Ungheria                                                                | Amichevole                                                              | −2                                                                      |                                                                         |
| 6-5-1923                                                                | Vienna                                                                  | Austria                                                                 | 1 – 0                                                                   | Ungheria                                                                | Amichevole                                                              | −1                                                                      |                                                                         |
| 9-10-1927                                                               | Budapest                                                                | Ungheria                                                                | 1 – 2                                                                   | Cecoslovacchia                                                          | Amichevole                                                              | −2                                                                      |                                                                         |
| 25-3-1928                                                               | Roma                                                                    | Italia                                                                  | 4 – 3                                                                   | Ungheria                                                                | Coppa Internazionale 1927-1930                                          | −4                                                                      |                                                                         |
| 6-5-1928                                                                | Budapest                                                                | Ungheria                                                                | 5 – 5                                                                   | Austria                                                                 | Amichevole                                                              | −5                                                                      |                                                                         |
| 21-9-1930                                                               | Vienna                                                                  | Austria                                                                 | 2 – 3                                                                   | Ungheria                                                                | Amichevole                                                              | −2                                                                      |                                                                         |
| 28-9-1930                                                               | Dresda                                                                  | Germania                                                                | 5 – 3                                                                   | Ungheria                                                                | Amichevole                                                              | −4                                                                      | 85’                                                                     |
| 22-3-1931                                                               | Praga                                                                   | Cecoslovacchia                                                          | 3 – 3                                                                   | Ungheria                                                                | Coppa Internazionale 1931-1932                                          | −3                                                                      |                                                                         |
| Totale                                                                  |                                                                         | Presenze                                                                | 9                                                                       |                                                                         | Reti                                                                    | −23                                                                     |                                                                         |

## Palmarès

### Club

#### Competizioni nazionali
- Campionato ungherese: 3

Ferencváros: 1926-1927, 1927-1928, 1931-1932
- Coppa d'Ungheria: 3

Ferencváros: 1926-1927, 1927-1928, 1932-1933

#### Competizioni internazionali
- Coppa dell'Europa Centrale: 1

Ferencvárosi FC: 1928